# Tokrat bo drugače

Tokrat bo drugače  je slovenski biografski roman Saše Kveder, katerega je ilustriral njen sin Jan Kveder. V nakladi 700 izvodov je izšel leta 2023 pri založbi Buča. 

## Vsebina
Zgodba je pripovedovana skozi oči predane matere Sandre, katere sin Jon zaide v uničujoč svet drog. Spremljamo Jonovo pot od otroštva, ko se še z veseljem stisne k mami, do njegovega prvega stika z drogo, ki hitro preraste v zasvojenost. Kmalu sledijo poskusi zdravljenja, soočanja z zapori, terapevti, zavodi in bolnišnicami.                                    
Skozi roman se spreminja tudi sinov odnos do matere – sprva je iskren in ljubeč, nato pa postaja vedno bolj zaprt vase, dokler ne zapusti doma in se znajde na zahrbtni "cesti". Ista zgodba se ponavlja znova in znova. 
Obupana mati se velikokrat izgubi v preteklih spominih, ko so s sinom in njenim partnerjem Dinom še skupaj živeli v Ljubljani in brezskrbno potovali po svetu in je bila njihova edina skrb ta, kdaj bodo obiskali babico. Ti spomini delujejo kot boleče zatočišče pred kruto resničnostjo, v kateri se mora soočiti z odvisnostjo otroka. Prav ta kontrast med preteklim veseljem in sedanjim obupom daje zgodbi dodatno težo in čustveno globino ter bralca opominja, kako hitro se lahko življenje spremeni. 
Avtorica nas s svojim pristnim in čustvenim pisanjem pripelje do tega, da se vživimo v njen svet bolečine, krivde, neprestanega boja in upanja, da ji bodo droge nekega dne izpustile sina iz svojega začaranega prijema.
Knjiga me je globoko ganila s svojo iskreno in bolečo izpovedjo matere, ki se sooča z odvisnostjo svojega otroka. Med branjem sem čutila njeno nemoč, obup in hkrati upanje, da bo morda "tokrat res drugače". Brez olepševanja prikaže, kako odvisnost ruši posameznika in družino, a hkrati ne obsoja.
Zgodba mi je dala veliko misliti in verjamem, da je lahko v podporo tistim, ki doživljajo podobno bolečino, ali pa pomaga drugim bolje razumeti to težko preizkušnjo. 

## Ocene dela
Odzivi priznanih strokovnjakov, kot sta dr. Zoran Milivojević in dr. Sanja Rozman, potrjujejo vrednost knjige kot pomembnega prispevka k ozaveščanju o odvisnosti in njenih uničujočih posledicah (Knjigarna Bukla, b.d.).

## Izdaje
Roman je prva izdaja in je bil izdan pri založbi Buča leta 2023. (COBISS)